# Marla Maples
Marla Ann Maples, född 27 oktober 1963 i Cohutta i Whitfield County i Georgia, är en amerikansk skådespelare och TV-personlighet.

## Biografi
I skolan spelade Maples basket med framgång och valdes sedan till Resaca Beach Poster Girl 1983 i skönhetstävlingens första upplaga. Maples första filmroll var en liten biroll i skräckfilmen Maximum Overdrive. Hon gjorde Broadwaydebut 1991 i The Will Rogers Follies. Maples var programledare för Miss Universum 1996 i Las Vegas tillsammans med Bob Goen. Följande år var hon programledare för samma tävling tillsammans med George Hamilton, denna gången i Miami Beach.

## Privatliv
Maples var gift med affärsmannen, senare presidenten av USA, Donald Trump 1993–1999. Dottern Tiffany Trump föddes 1993.

## Filmografi (urval)
- 1986 – Maximum Overdrive
- 1996 – Beslut utan återvändo
- 1998 – Happiness
- 1999 – Black and White
- 2006 – Loving Annabelle
- 2010 – A Nanny for Christmas